# Allotrichia ampullata
Allotrichia ampullata is een fossiele soort schietmot uit de familie Hydroptilidae.